# Novaji-patak
A Novaji-patak a Bükk-vidék területén ered, Novajtól északra Heves és Borsod-Abaúj-Zemplén vármegye határának közelében. A Novaji-patak Mezőkövesdtől északnyugatra torkollik bele az Ostoros-patakba.

## Lefolyása
A Novaji-patak Novajtól északra ered, majd innen délnek veszi útját és átvágva az Egri-Bükkalja dimbes-dombos vidékén az Alföld északi peremvidékén folytatja útját Mezőkövesd határáig, ahol találkozik az Ostoros-patakkal. A patak utolsó néhány száz méterén Heves és Borsod-Abaúj-Zemplén vármegye határvonalát alkotja. A patak érinti a Bükki Nemzeti Park területét, illetve az Ostoros-Novaji gyepek helyi jelentőségű védett természetvédelmi területet, melynek 159 hektáros területe 2001 óta védett.

### Vízrajzi adatai
Hossza 9 km, vízgyűjtő területe 33,1 km2. Közepes vízhozama a Zsóry Gyógyfürdőnél (Szihalom) 0,06 m3/s, a legkisebb vízhozama 0, a legnagyobb pedig 18 m3/s.

## Állatvilága
A patak halfaunáját a domolykó (Leuciscus cephalus), a kövi csík (Barbatula barbatula) és a tiszai küllő (Gobio carpathicus) alkotják.

## Védett területek a patak mentén

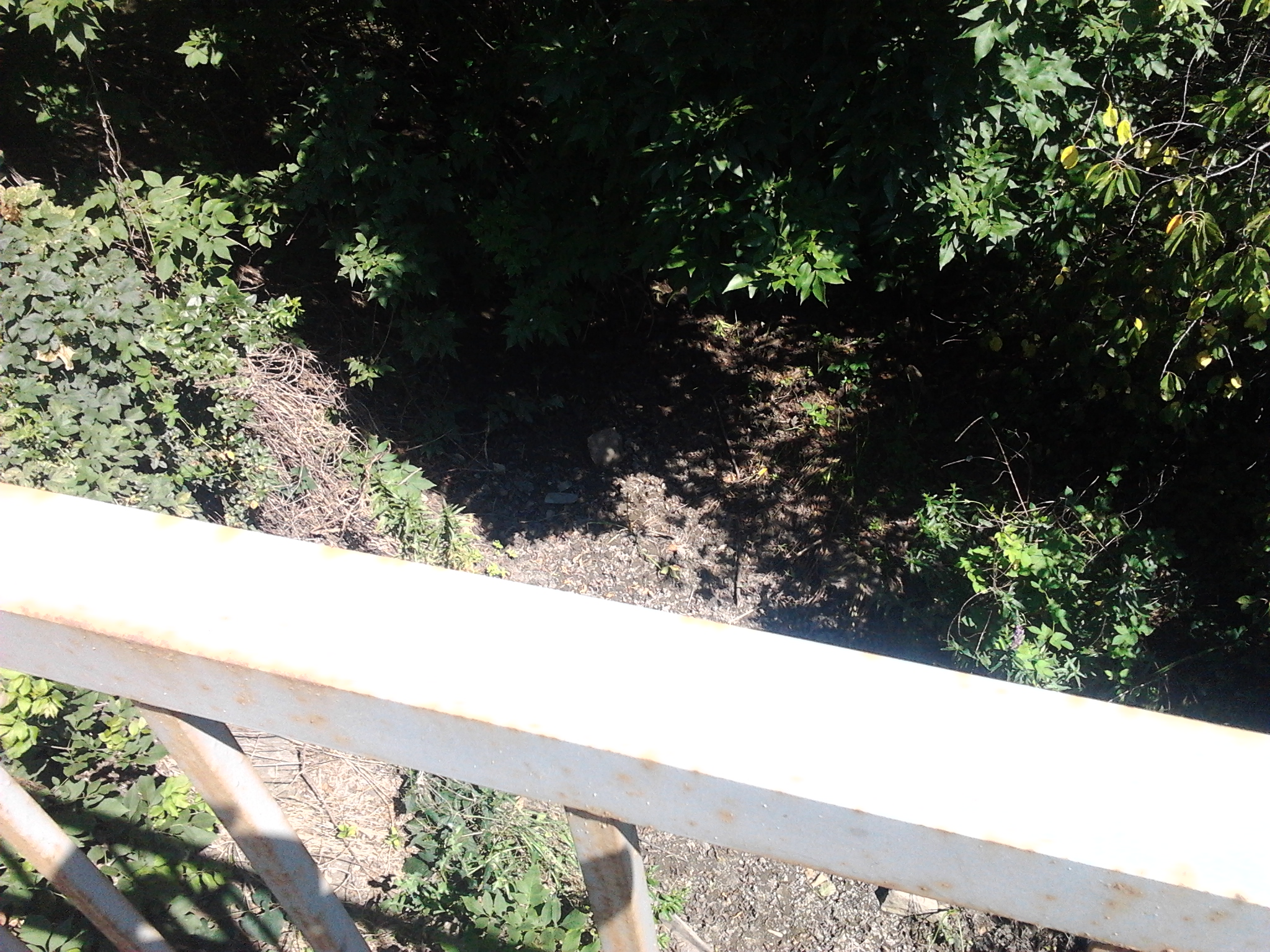
A Novaji-patak kiszáradt medre bizonyítja, hogy e patak csupán időszakos vízfolyás. A fotó 2014 júliusában készült.

- Ostoros-patak menti erdős puszta helyi jelentőségű védett természetvédelmi terület
- Bükki Nemzeti Park

## Partmenti település

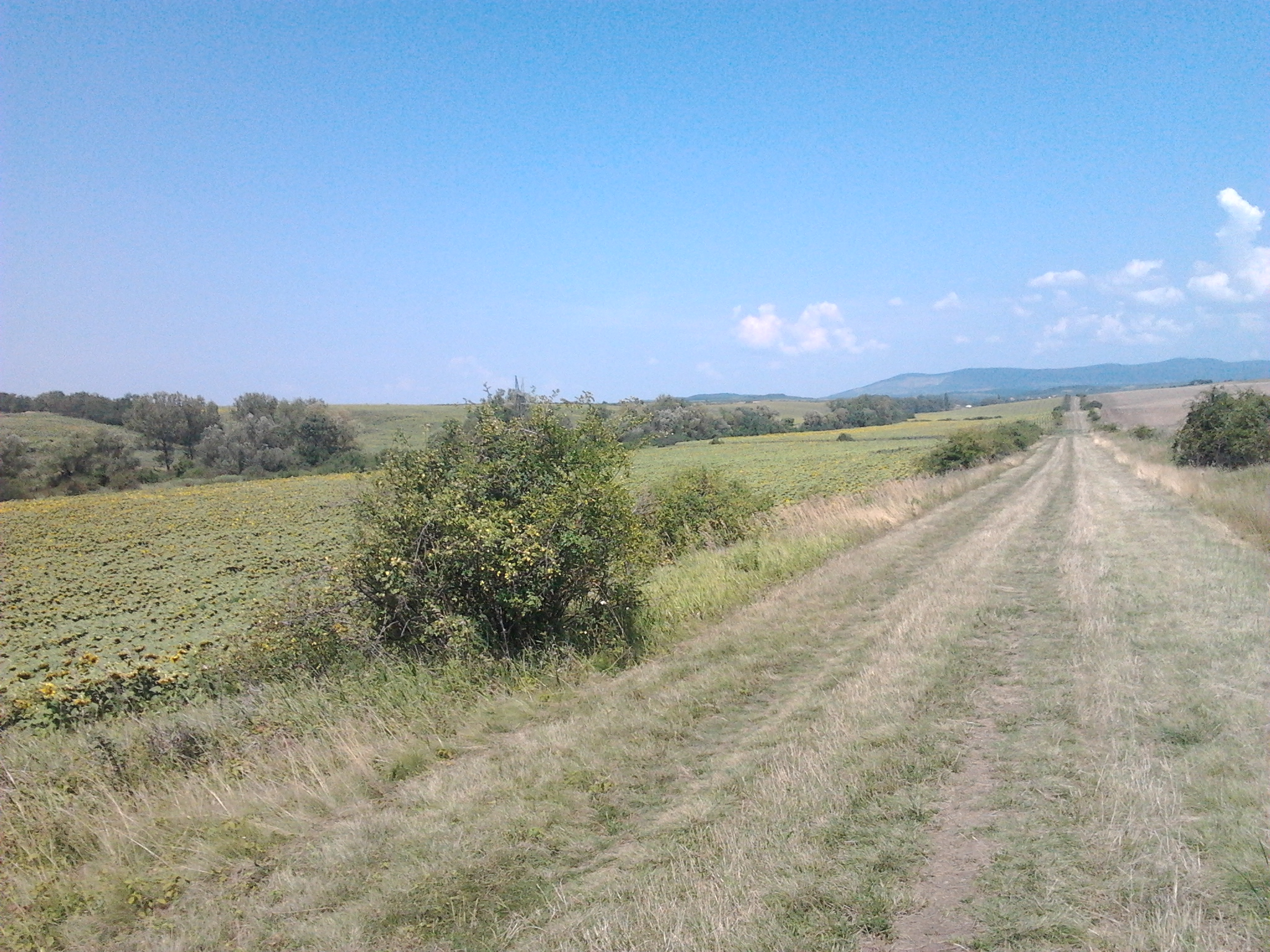
A Novaji-patak völgye Borsod-Abaúj-Zemplén vármegyéből fotózva

Novajon, a patak partján elhelyezkedő egyetlen településen összesen több, mint 1300 fő lakik.